# 瓜納瓦科阿

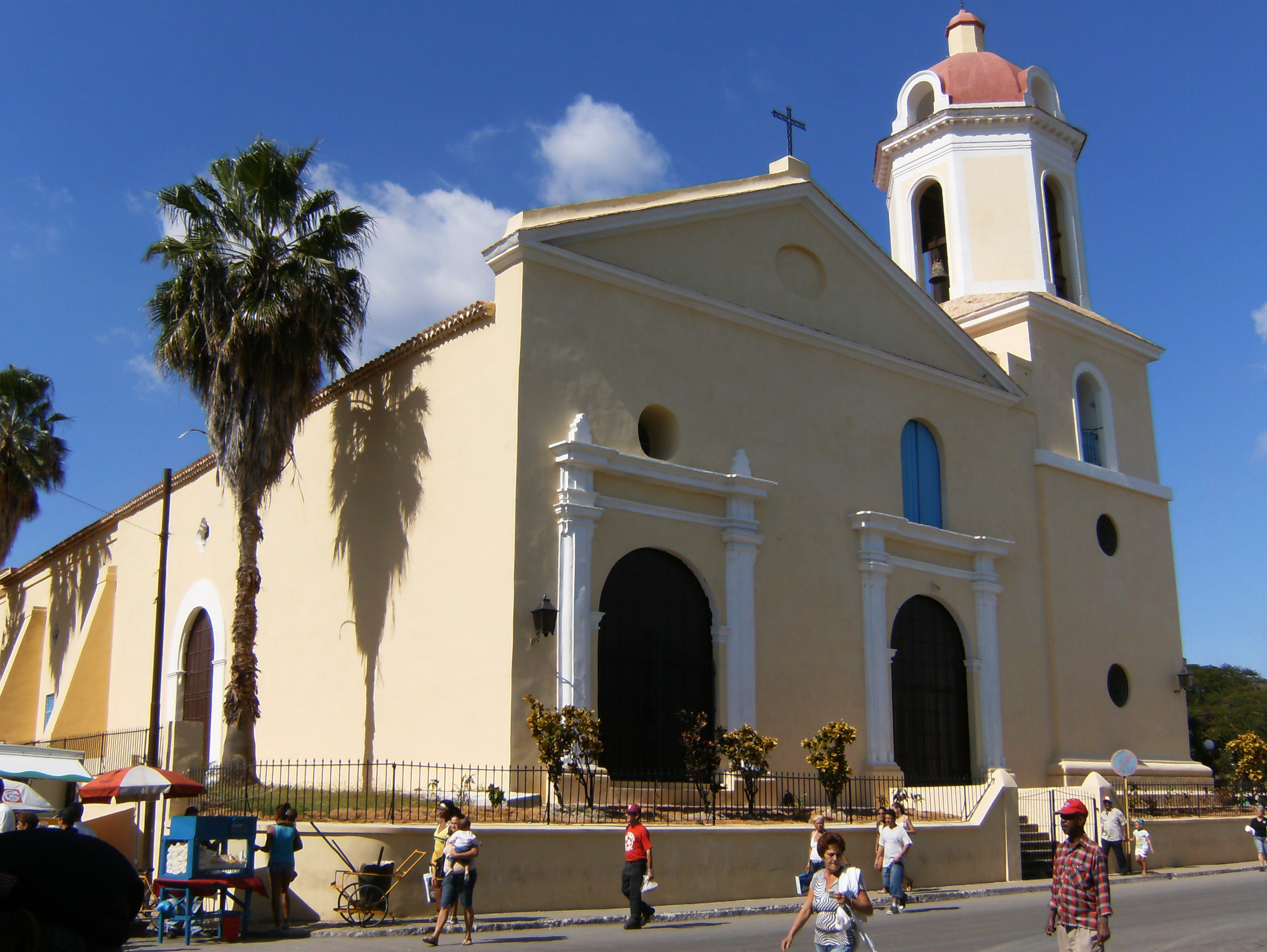

瓜納瓦科阿（Guanabacoa）是古巴首都哈瓦那的一个区，面積127平方公里，2004年人口112,964，人口密度為每平方公里889人。

## 外部連結
- （西班牙文） Guanabacoa (town's history prior to 1960) （页面存档备份，存于）